# Bistahieversor sealeyi
Bistahieversor sealeyi és una espècie de dinosaure tiranosauroïdeu que va viure fa uns 75 milions d'anys, durant el Cretaci superior. Bistahieversor sealeyi és l'única espècie del gènere.